# Yeşilköy, Düziçi
Yeşilköy là một xã thuộc huyện Düziçi, tỉnh Osmaniye, Thổ Nhĩ Kỳ. Dân số thời điểm năm 2010 là 215 người.